# El Rosario, Olancho
El Rosario är en ort i Honduras.   Den ligger i departementet Departamento de Olancho, i den centrala delen av landet, 110 km nordost om huvudstaden Tegucigalpa. El Rosario ligger 780 meter över havet och antalet invånare är 962.
Terrängen runt El Rosario är varierad. Runt El Rosario är det ganska glesbefolkat, med 30 invånare per kvadratkilometer. Närmaste större samhälle är Salamá, 13,0 km sydost om El Rosario.  